# San Miguel Achiutla
San Miguel Achiutla är en kommun i Mexiko.   Den ligger i delstaten Oaxaca, i den sydöstra delen av landet, 290 km sydost om huvudstaden Mexico City.
Följande samhällen finns i San Miguel Achiutla:
- Manzana de Espinal
- San Sebastián Atoyaquillo